# Cinadó
Cinadó (en grec antic Κυνάδων Kynádon) va ser el cap d'una conspiració contra el govern d'Esparta en el primer any del rei Agesilau II (el 398 aC o 397 aC). Cinadó devia ser un espartà lliure, però no ciutadà, potser un espartà empobrit, que volia organitzar una aliança de diversos grups socials contra els espartans. La conspiració no va tenir com a motiu l'increment del poder dels èfors o del caràcter més oligàrquic de la constitució, sinó crear una societat més igualitària amb l'eliminació dels alts càrrecs. Xenofont descriu amb detall els funestos presagis que van aparèixer en diverses ocasions quan el rei Agesilau estava fent sacrificis. Almenys dues persones que estaven al corrent de la conspiració de Cinadó en van parlar. Els èfors van enviar Cinadó a Messènia amb ordres de portar a Esparta uns presoners, i el van acompanyar una sèrie de joves que havien rebut ordres precises de capturar-lo i fer-lo parlar una vegada fora de la ciutat. Així es va fer i Cinadó sota tortura, va delatar els plans. Cinadó i els altres conspiradors van ser empresonats i després executats.